# سیارک ۱۷۹۶۳
سیارک ۱۷۹۶۳ (به انگلیسی: 17963 Vonderheydt، نامگذاری:1999JM40) هفده هزار و نهصد و شصت و سومین سیارک کشف شده است که در ۱۰ مه ۱۹۹۹ کشف شد.
قدر مطلق سیارک برابر ۱۳٫۵ است.